# SpaceX Crew-4
SpaceX Crew-4 è stato il quarto volo operativo con equipaggio di una navicella spaziale Crew Dragon, il volo inaugurale della Crew Dragon Freedom e il quinto volo orbitale con equipaggio. Il lancio verso la Stazione spaziale internazionale inizialmente previsto per il 15 aprile 2022, è avvenuto il 27 aprile alle ore 9:52. Dopo 170 giorni, la navetta è rientrata sulla Terra, ammarando il 14 ottobre 2022.

## Equipaggio
L'equipaggio è composto dal comandante Kjell Lindgren, dal pilota Robert Hines e degli specialisti di missione, Samantha Cristoforetti e Jessica Watkins.
Lindgren partecipò a una missione di lunga durata sulla Stazione Spaziale Internazionale nel 2015 (Expedition 44/45) e fu l'unico membro dell'equipaggio di riserva per le missioni SpaceX Demo-2 e SpaceX Crew-1. Prima di essere selezionato nel 2009 come astronauta lavorava come medico di volo per la NASA.
Hines venne selezionato come astronauta nel 2017 e, fino a questa missione, non era stato ancora assegnato ad alcuna missione spaziale.
Prima della selezione come astronauta, ha lavorato come pilota collaudatore sia per la NASA presso il Johnson Space Center, che, in precedenza, per l'Aviazione militare.
Il 28 maggio 2021 è stato annunciato che l'astronauta ESA Samantha Cristoforetti avrebbe ricoperto il ruolo di specialista di missione e successivamente avrebbe assunto il comando della Expedition 68.
| Ruolo                     | Equipaggio                                                | Equipaggio                                                |
| ------------------------- | --------------------------------------------------------- | --------------------------------------------------------- |
| Comandante                | Kjell Lindgren, NASA Expedition 67/68 Secondo volo        | Kjell Lindgren, NASA Expedition 67/68 Secondo volo        |
| Pilota                    | Robert Hines, NASA Expedition 67/68 Primo volo            | Robert Hines, NASA Expedition 67/68 Primo volo            |
| Specialista di missione 1 | Samantha Cristoforetti, ESA Expedition 67/68 Secondo volo | Samantha Cristoforetti, ESA Expedition 67/68 Secondo volo |
| Specialista di missione 2 | Jessica Watkins, NASA Expedition 67/68 Primo volo         | Jessica Watkins, NASA Expedition 67/68 Primo volo         |